# Parafia Świętych Konstantyna i Heleny w Lime Village
Parafia Świętych Konstantyna i Heleny – parafia prawosławna w Lime Village. Jedna z 9 parafii tworzących dekanat Kenai diecezji Alaski Kościoła Prawosławnego w Ameryce. Posiada wolno stojącą drewnianą cerkiew wzniesioną przez rosyjskich misjonarzy, posiadającą status zabytku.